# دانشگاه ایالتی بال
دانشگاه ایالتی بال (به انگلیسی: Ball State University) یک دانشگاه تحقیقاتی دولتی در مونسی واقع در ایالت ایندیانا آمریکا است که در سال ۱۹۱۸ میلادی بنیان‌گذاری شده‌است.

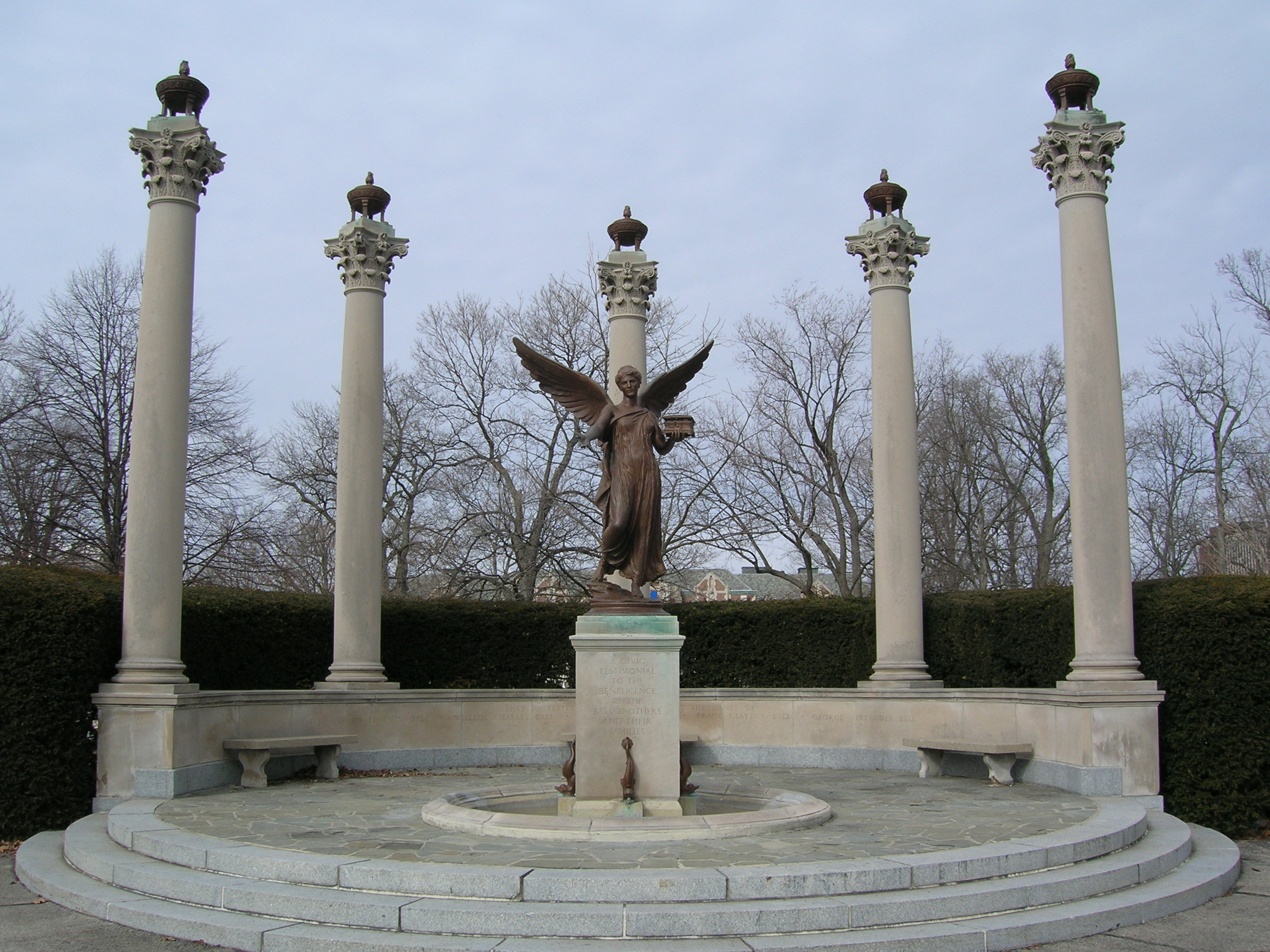
مجسمه «بنفیشنس» در دانشگاه ایالتی بال

## نگارخانه

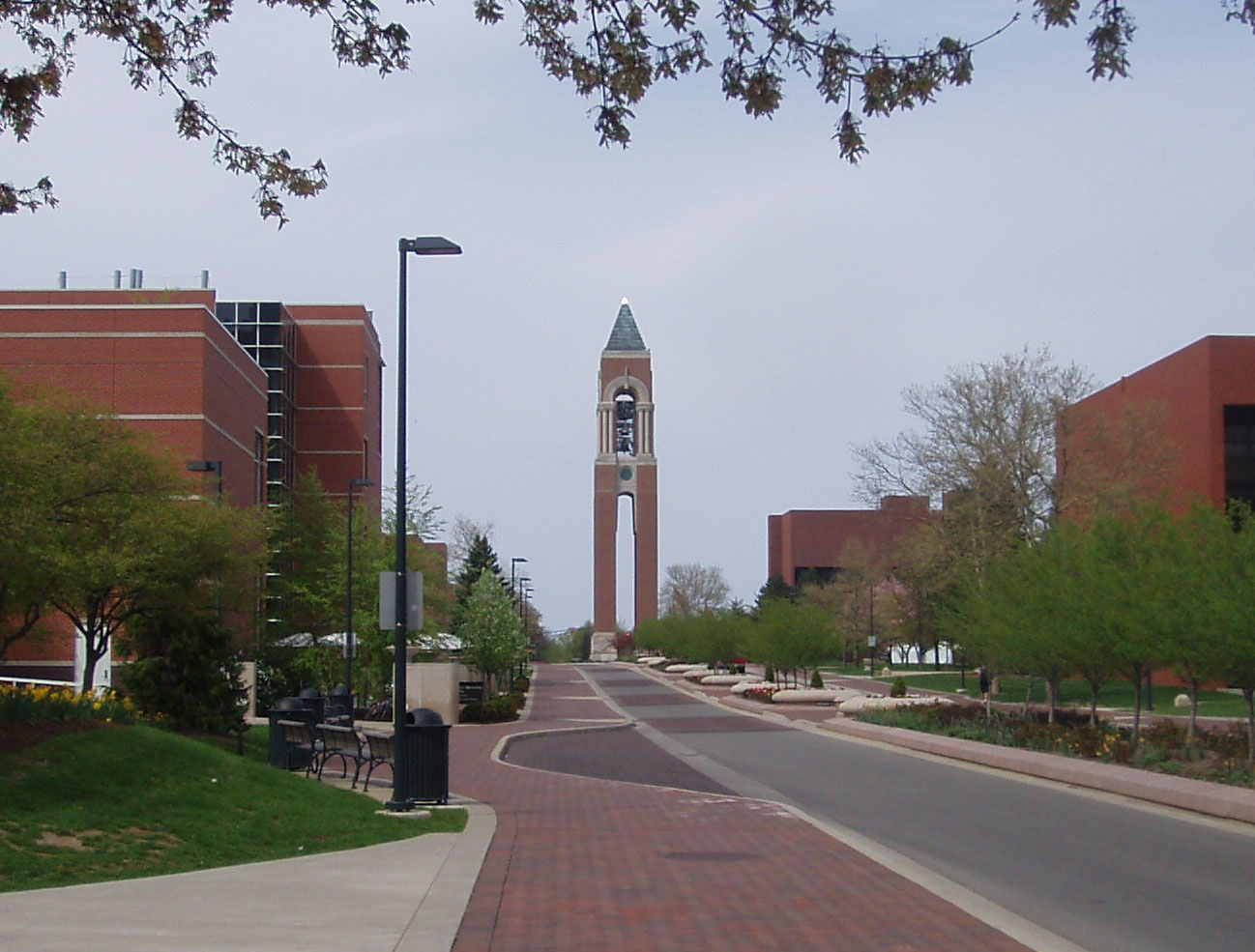
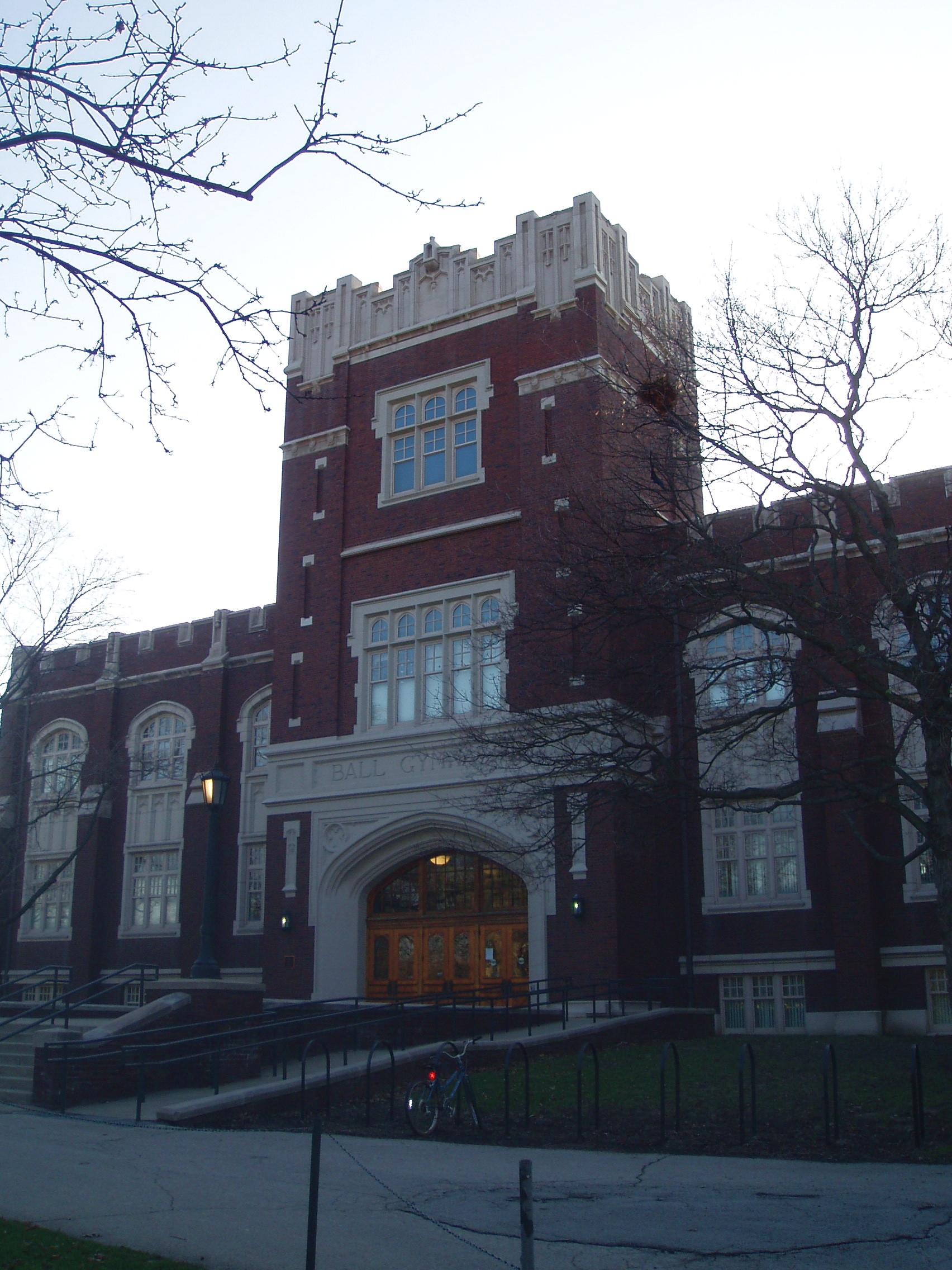
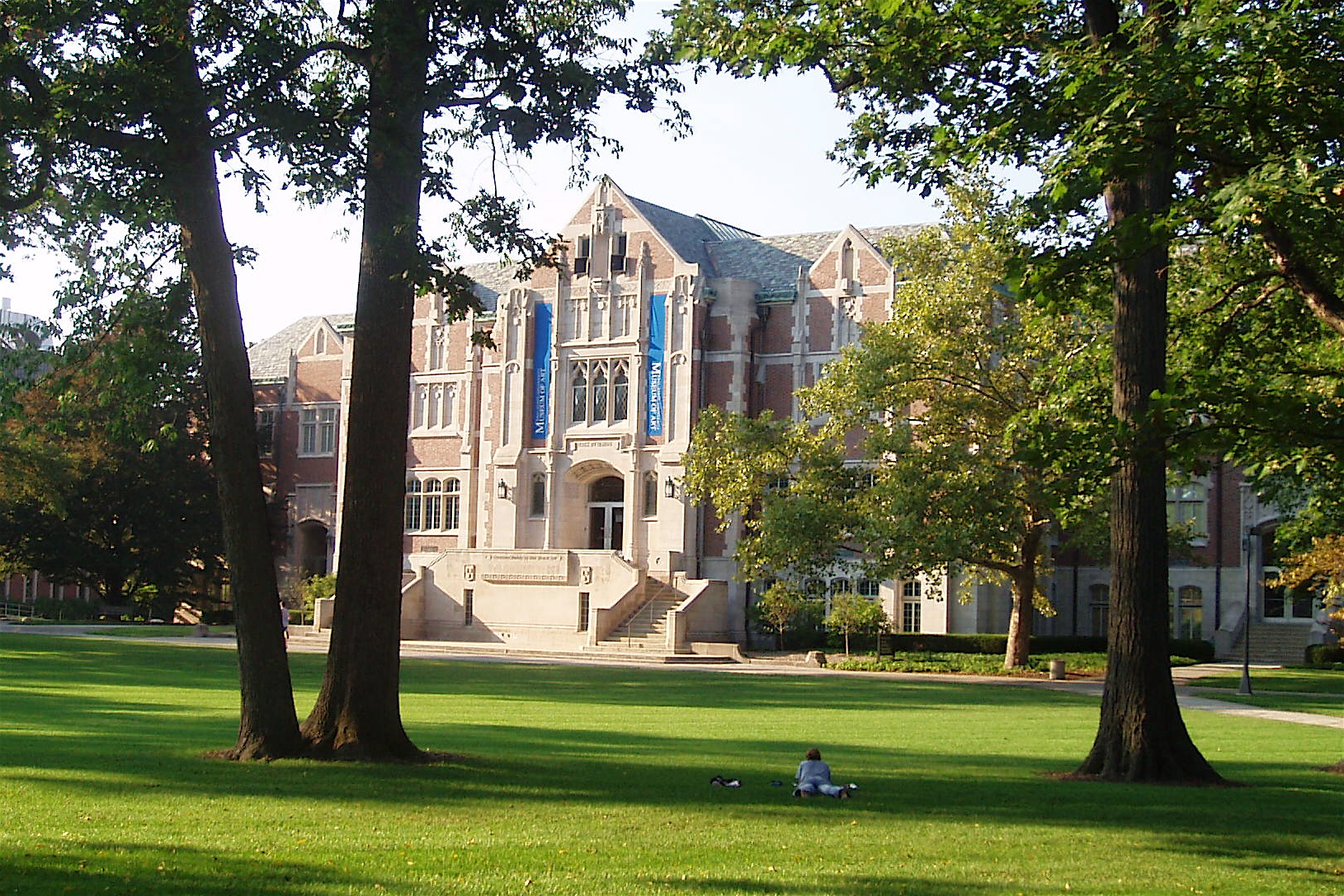
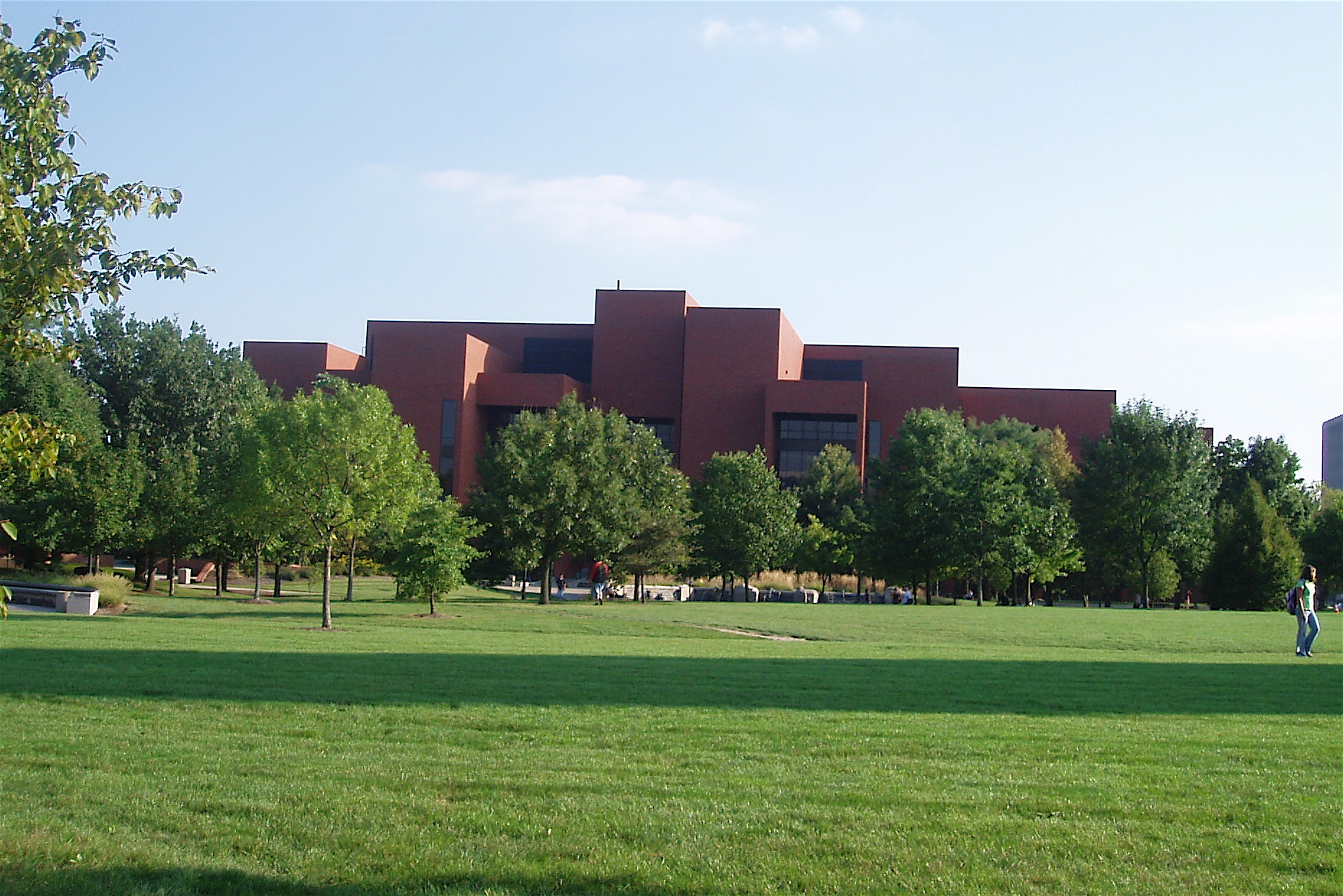
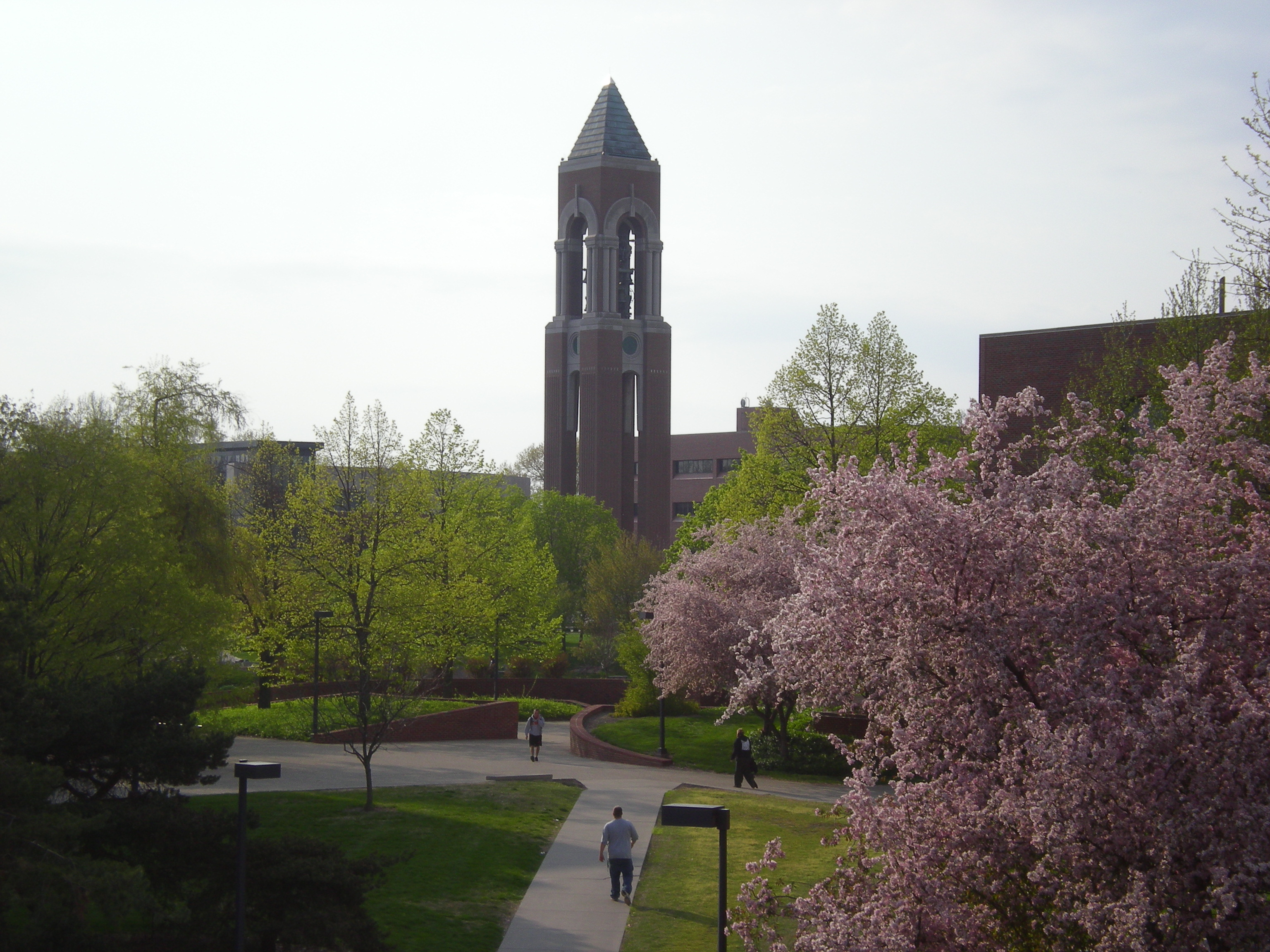
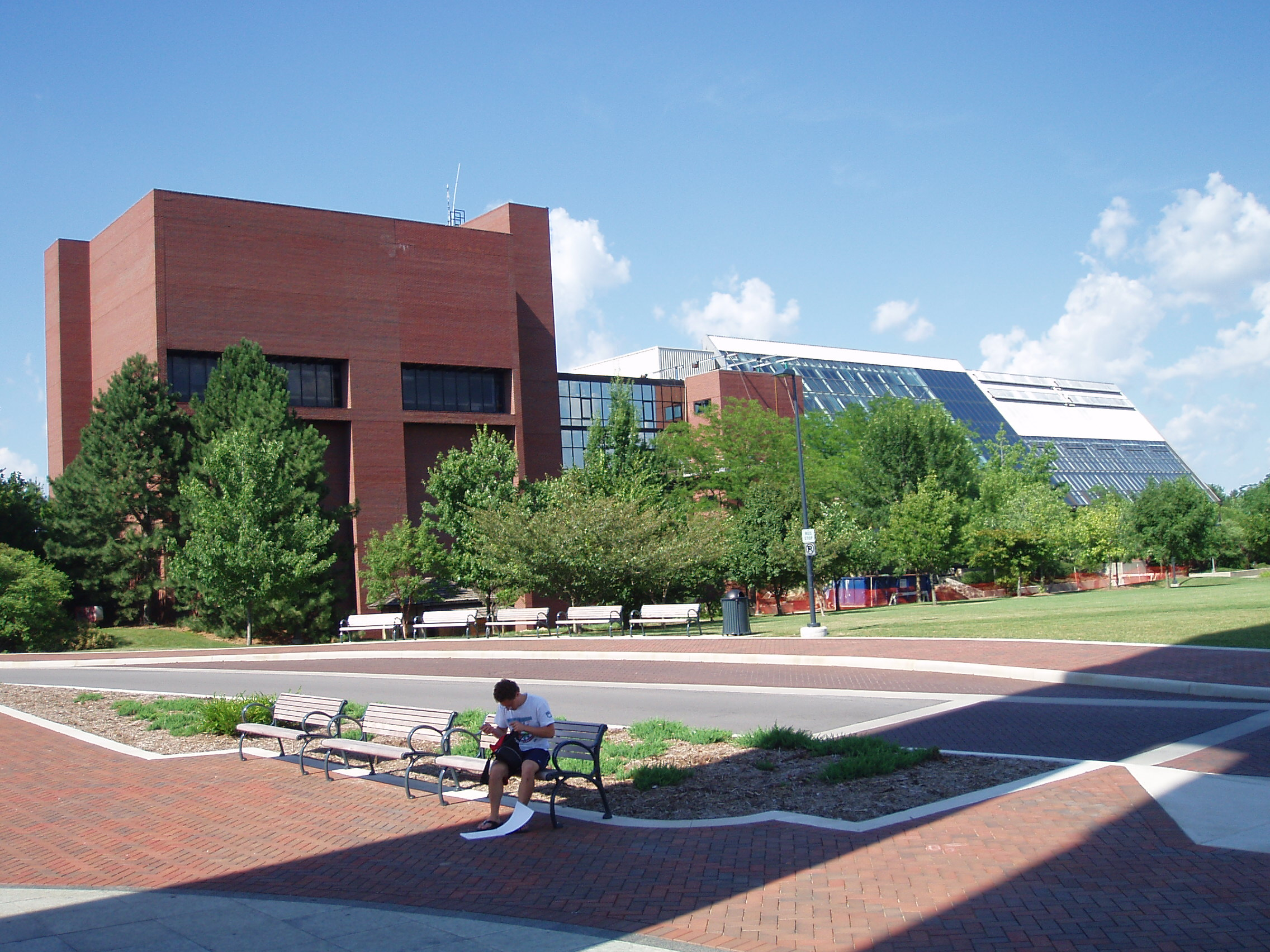
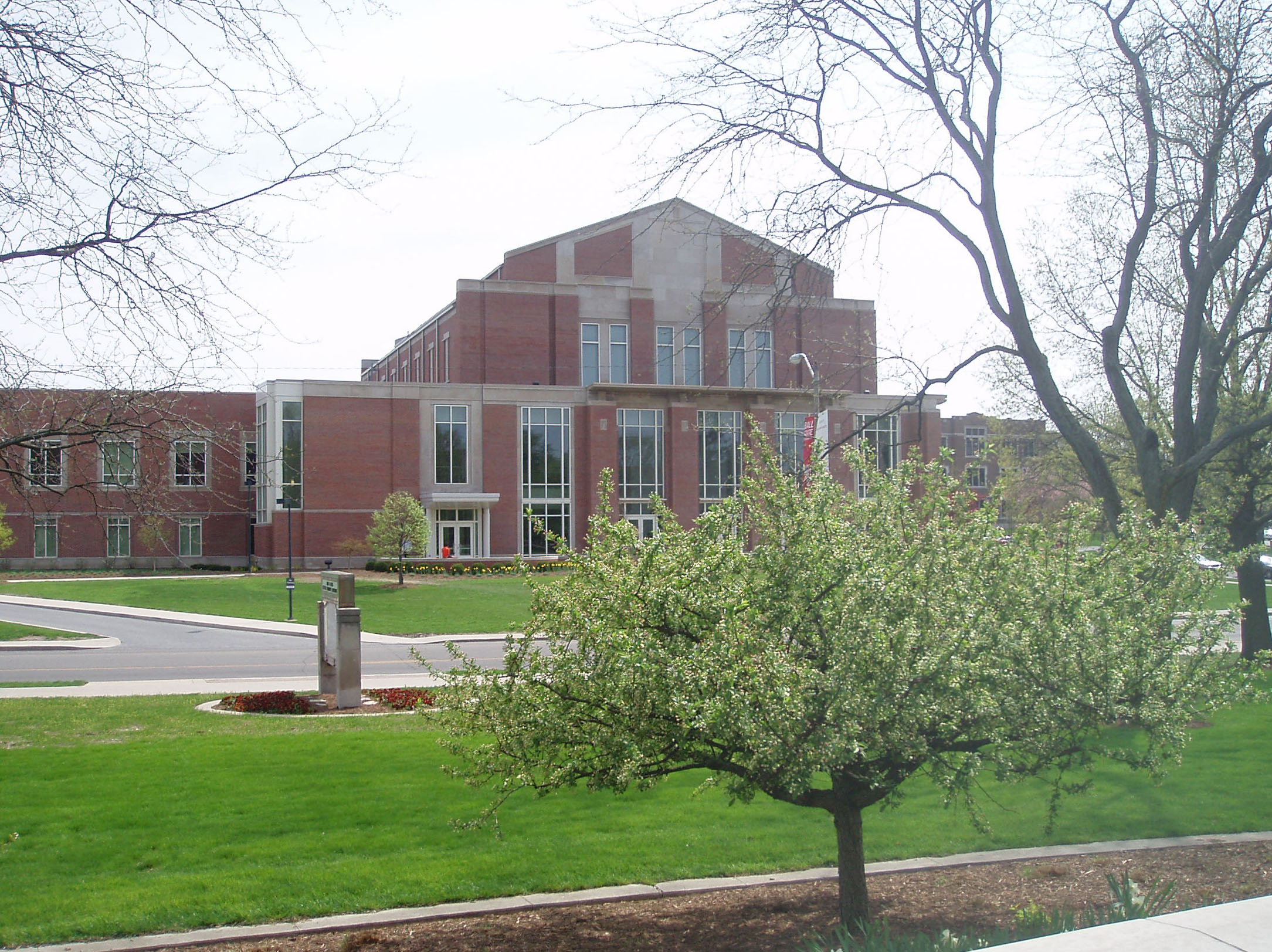
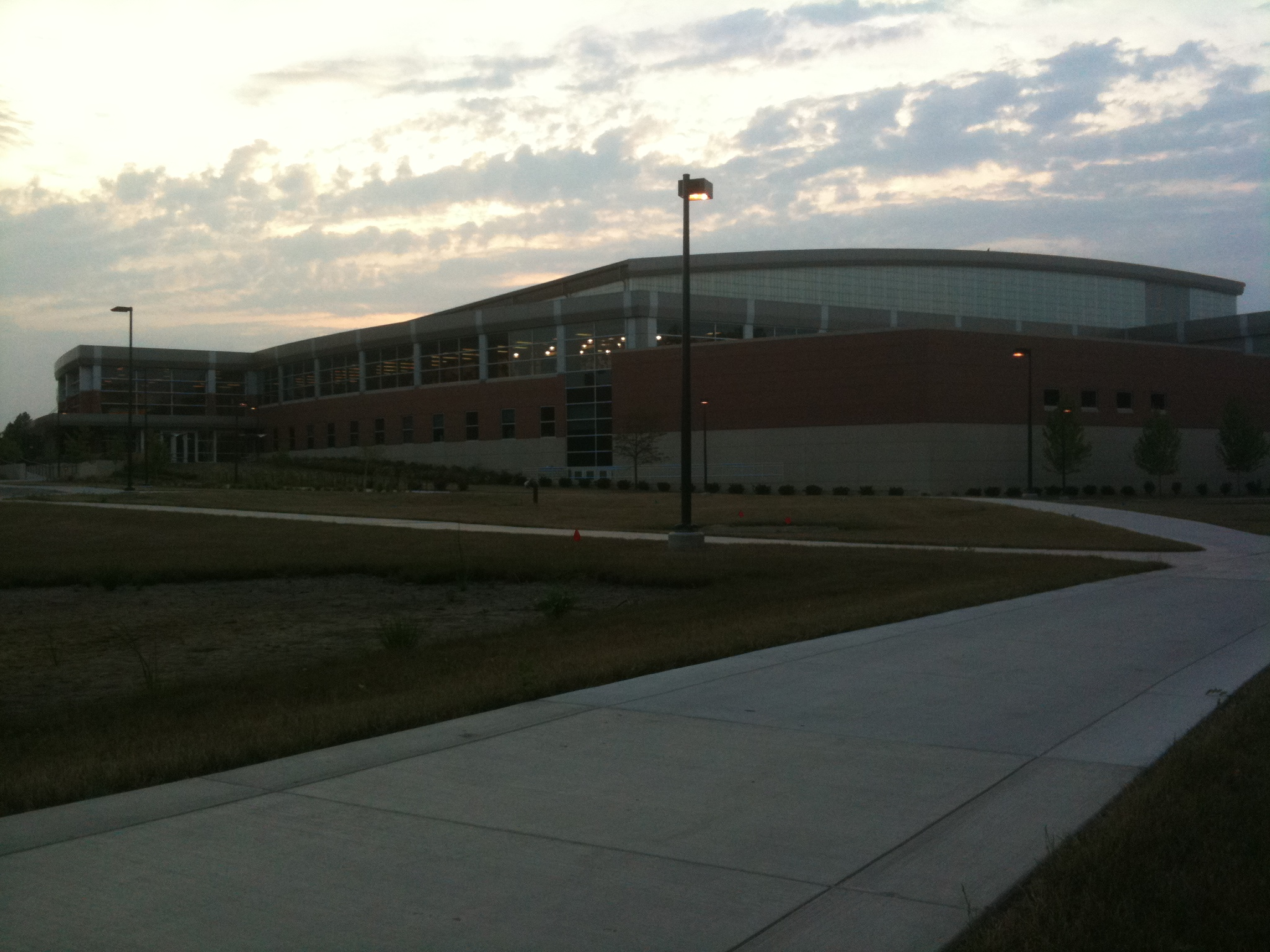
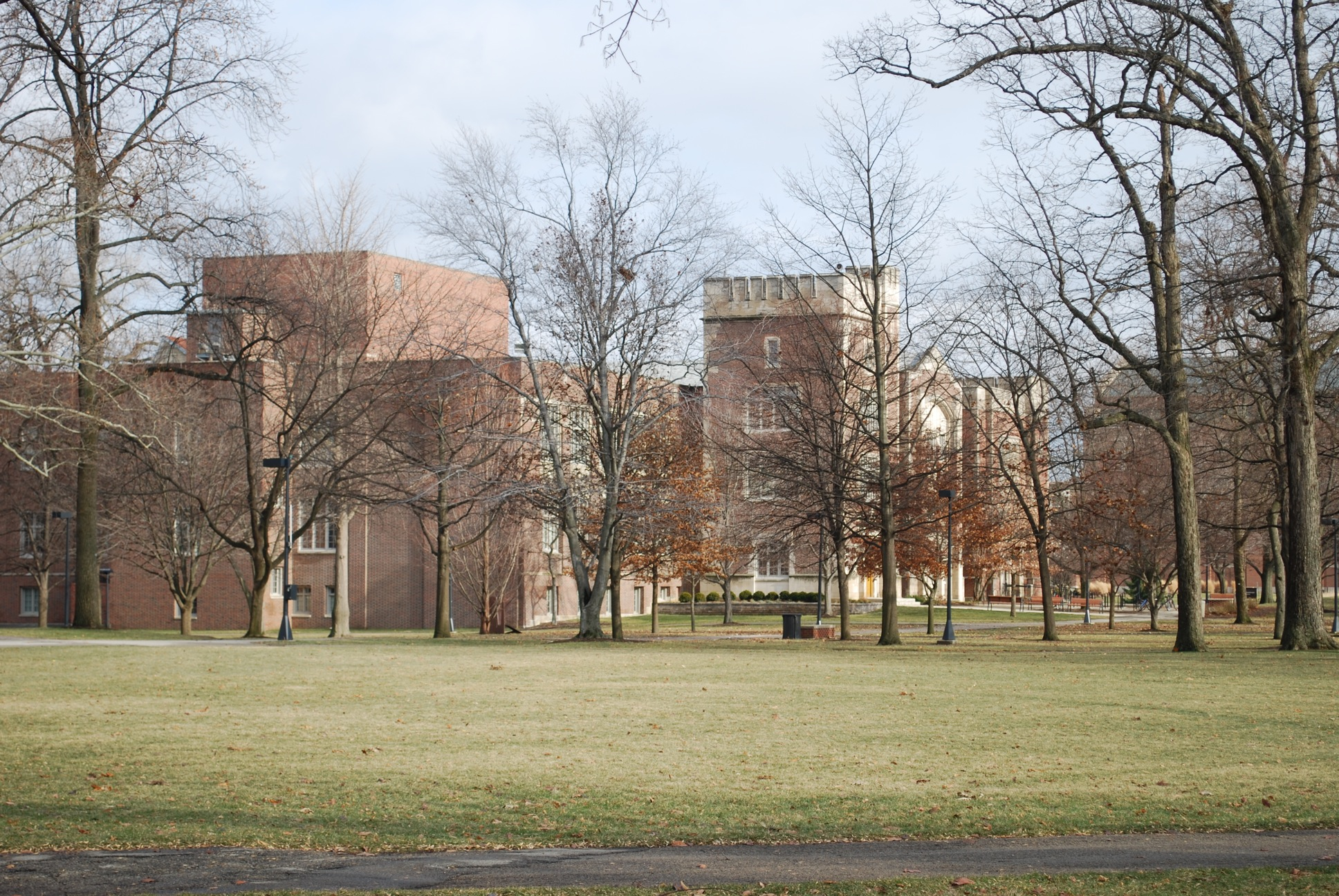
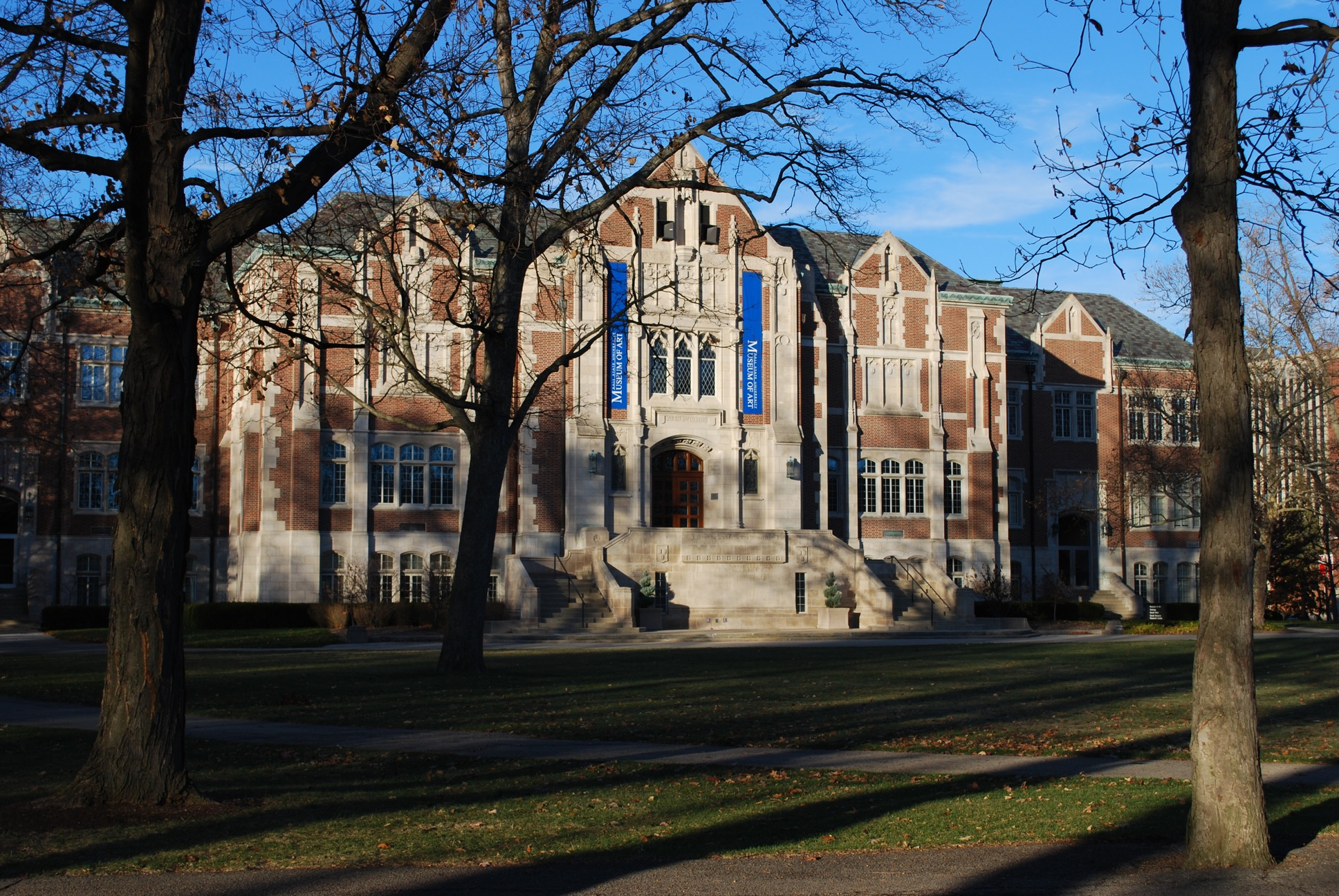
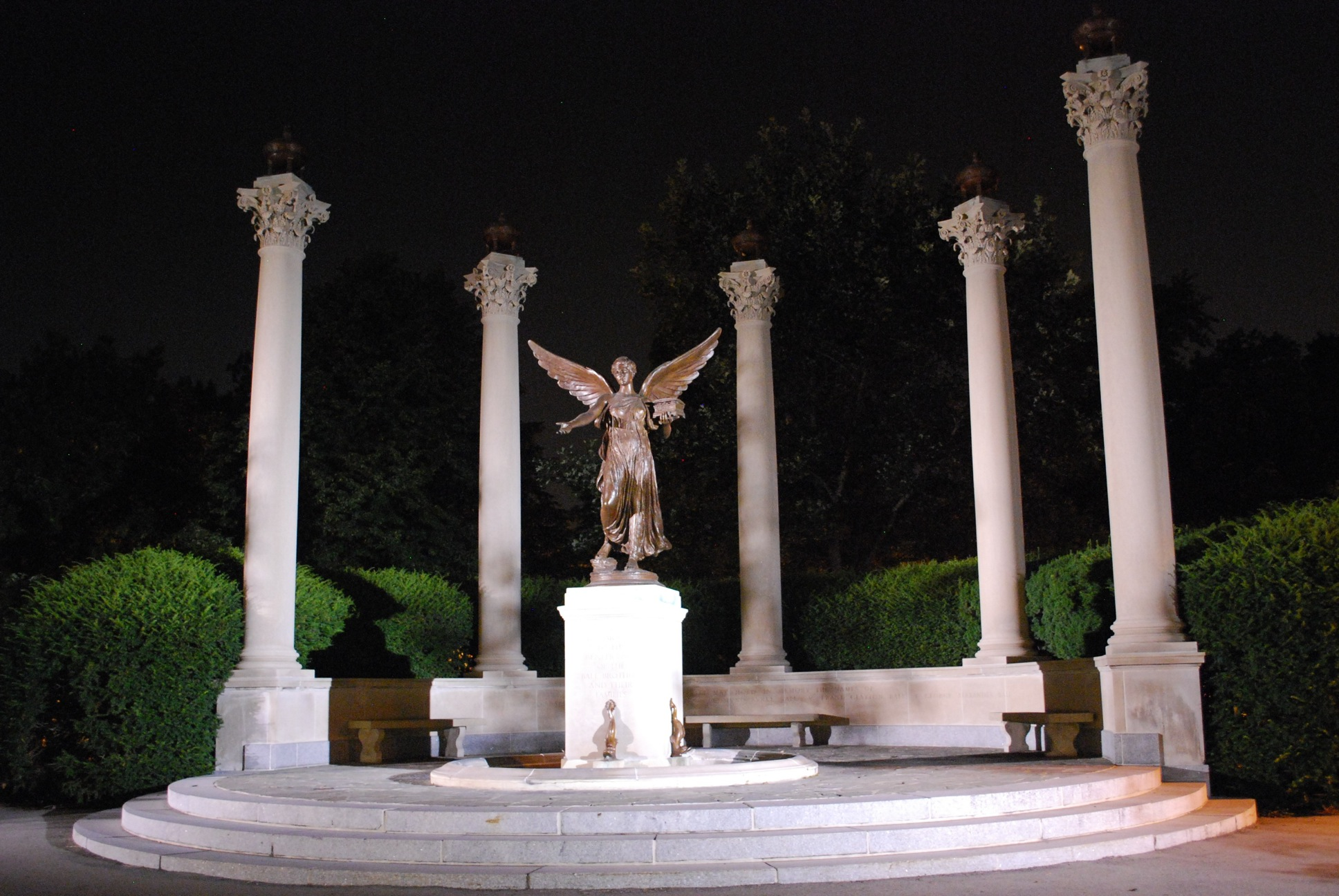